# Batalla del puente de Alcolea (1868)
La batalla del puente de Alcolea tuvo lugar el 28 de septiembre de 1868 y enfrentó a los militares sublevados contra la reina Isabel II y las tropas realistas que se mantenían fieles a su autoridad. Tuvo lugar en un puente (situado sobre el río Guadalquivir) cercano a la barriada cordobesa de Alcolea y la derrota de las tropas realistas significó el final del reinado de Isabel II, que tuvo que marchar al exilio en Francia.

## Antecedentes: Revolución "La Gloriosa"
En esta situación estalló la revolución de 1868, conocida como La Gloriosa. La ciudad de Cádiz volvía a ser el origen de una revolución, ya que el 19 de septiembre de 1868 el brigadier Topete encabezó un alzamiento tras ponerse al mando de la flota fondeada en Cádiz. Los sublevados difunden un manifiesto titulado "España con honra", en el que exponían las razones de su levantamiento, que no eran otras que la demanda de reformas políticas. En el manifiesto se pedía que tras exiliarse la reina se fundara un nuevo gobierno sin exclusión de partidos. De forma simultánea, poblaciones como Béjar organizan levantamientos populares organizados en Juntas impidiendo a las tropas realistas la concentración de fuerzas en Alcolea.
A continuación el general Prim se unió a Topete y ambos se hicieron con el control de Cádiz. Luego buscaron el apoyo en otras ciudades como Sevilla, Córdoba, Barcelona, Huelva, etc. Se formaron Juntas Provinciales que se encargaron de movilizar a la población mediante promesas de sufragio universal, de eliminación de impuestos, del fin del reclutamiento forzoso y de una nueva constitución. En las ciudades, las Juntas revolucionarias, formadas por demócratas y progresistas, asumieron el poder.

## Desarrollo de los combates

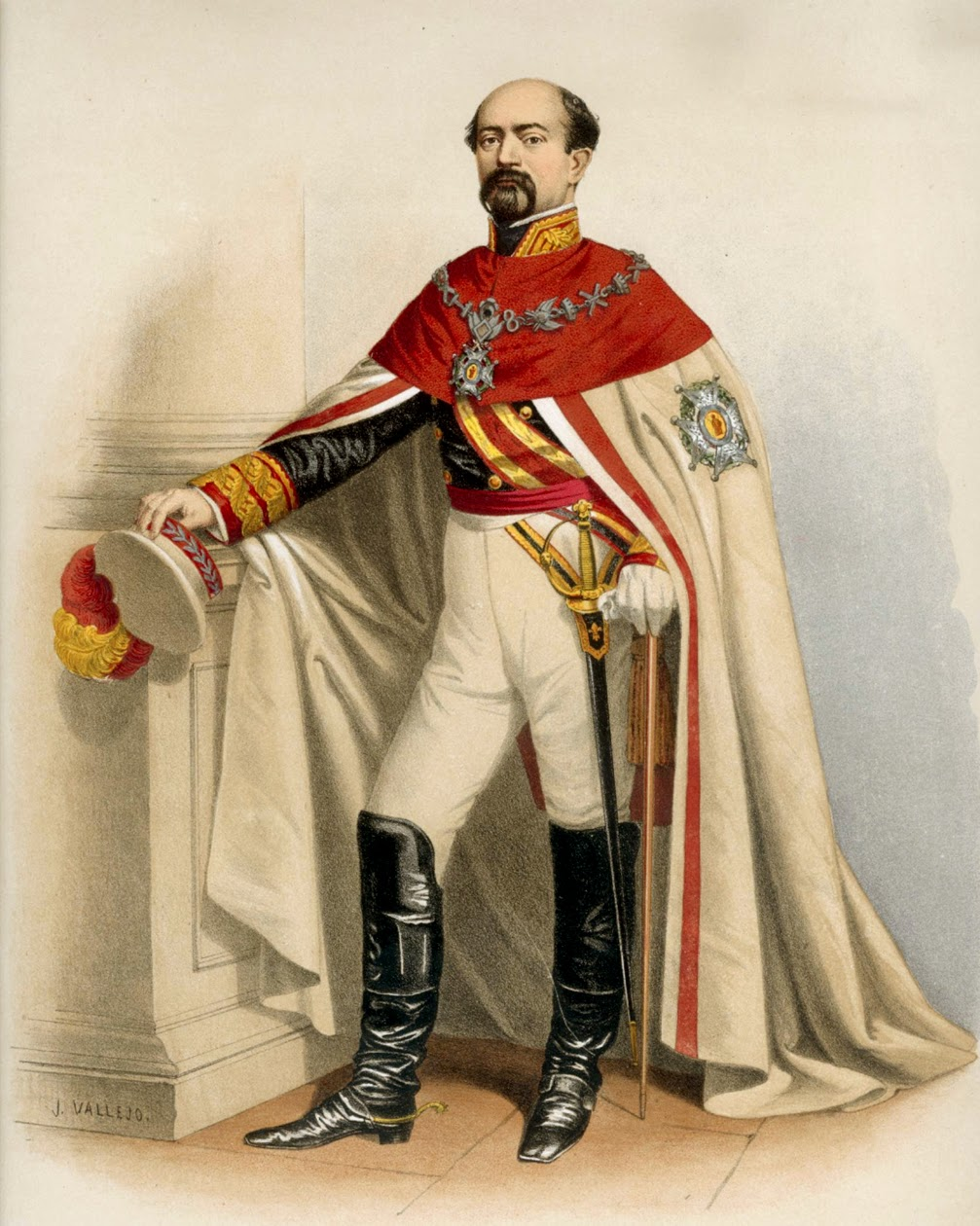
El general Manuel Pavía y Lacy, marqués de Novaliches, con el manto de la Real y Militar Orden de San Fernando.

Los generales Prim y Topete encabezaron la insurrección contra Isabel II y comenzaron una marcha hacia Madrid. A su encuentro se dirigieron las tropas realistas de Manuel Pavía y Lacy, Marqués de Novaliches, que avanzaron hasta Andalucía.
El ejército de Novaliches estaba compuesto por dos divisiones de infantería, una división de caballería, una brigada de artillería con 32 cañones de campaña, una brigada de vanguardia y algunas unidades auxiliares menores, con un total aproximado de diez mil hombres. Los rebeldes, bajo el mando del general Serrano, formaban un ejército de tamaño similar, aunque con menos artillería. Entre unos y otros se estima que en total participaron en la batalla unos dieciocho mil hombres, dos mil caballos y sesenta piezas de artillería.
Novaliches planteó su despliegue en dos columnas, una por la carretera de la margen derecha del Guadalquivir para caer por la espalda del puente en la localidad de Alcolea defendido por las tropas del general Serrano, fortificadas a sabiendas de que las circunstancias que reinaban en el resto de España en aquellos momentos jugaban a su favor. La otra columna realista avanzó por lo que hoy es la antigua carretera nacional IV —desde la estación de El Carpio, Las Cumbres, la estación de Los Cansinos y la Vega de Alcolea— para llegar de frente al puente.
El 28 de septiembre de 1868 ambos ejércitos se encontraron. Novaliches realizó un ataque frontal que fue contenido por las tropas rebeldes de Serrano. Para evitar la desmoralización de sus tropas, Novaliches en persona decidió acudir a la vanguardia, siendo herido gravemente en la cara por metralla. El general de estado mayor Jiménez de Sandoval tomó entonces el mando y al anochecer, ordenó retirarse a las tropas y comenzó las negociaciones. En total, hubo unas mil bajas entre muertos y heridos.
Los restos del Ejército isabelino se retiraron hacia el norte. La implicación de Pavía (Marqués de Novaliches) en la batalla siendo herido en la barbilla le hizo ser objeto de mofa con la siguiente canción:

El general Novaliches
en Córdoba quiso entrar
y en el puente de Alcolea
le volaron las «quijás»...
Popular

## Consecuencias
Las noticias llegaron rápidamente a Madrid, aunque la corte y la propia reina se encontraban en la costa Cantábrica veraneando y sabían muy bien lo que esto significaba. El Gobierno dimitió y la reina, que se encontraba en San Sebastián, se exilió a Francia. La revolución dio inicio al nuevo Sexenio Democrático. Entre las distintas tendencias de gobierno, al final se impusieron Prim y los suyos, del sector progresista. A éstos se añadieron los unionistas, con Serrano al frente, que fue nombrado jefe del gobierno provisional mientras se formaban las Cortes constituyentes.
La batalla y el periodo revolucionario que le siguió permitió que surgiese nuevamente como fuerza contrarrevolucionaria el carlismo, que afirmó que en Alcolea se había roto el convenio de Vergara. De hecho, muchos militares que combatirían después por Carlos VII en la tercera guerra carlista, habían luchado antes en la batalla del puente Alcolea por Isabel II a las órdenes del marqués de Novaliches (entre ellos, Antonio Díez de Mogrovejo, Emilio Martínez-Vallejos, Francisco Romero Palomeque, Manuel Fernández de Prada, Álvaro de Maldonado, Felipe de Sabater, Antonio de Brea, Joaquín Sacanell, Leoncio G. de Granda o José Miró).